# اچ‌ام‌دی گلوبال
شرکت اچ‌ام‌دی گلوبال اویی (به انگلیسی: HMD Global Oy) سال ۲۰۱۶ در فنلاند تأسیس شد. این شرکت حق انحصاری استفاده از برند نوکیا را به مدت ۱۰ سال از مایکروسافت موبایل خریداری کرد. اچ‌ام‌دی در فوریه ۲۰۱۷ چندین موبایل هوشمند را با این نشان تجاری معرفی کرد.
شرکت اچ‌ام‌دی مدعی است محصولات جدید بر روی «نوآوری، کیفیت و تجربه» تمرکز خواهد داشت و با ویژگی‌های معروف گوشی‌های نوکیا (طراحی، استحکام بالا و قابل اطمینان) ادغام خواهند شد.
این شرکت نخستین گوشی‌های هوشمندنخست سال ۲۰۱۷ میلادی روانه بازار کرد.

## تاریخچه
شرکت مایکروسافت موبایل با خرید تجارت موبایلی نوکیا در سال ۲۰۱۳ میلادی، از برند تجاری نوکیا میزبانی می‌کرد و قرار بود تا سال ۲۰۲۴ میلادی، گوشی‌های آینده و طراحی آن‌ها را انجام دهد. اما پس از شکست‌های پیاپی مایکروسافت در رقابت با سایر تولیدکنندگان گوشی هوشمند، با اعلام رسمی این شرکت، تمام جزئیات مربوط به حق استفاده از نام نوکیا تا سال ۲۰۲۷ برای گوشی‌های هوشمند و تبلت‌های شرکت اچ‌ام‌دی اعلام شد.
بر اساس این توافق، نوکیا حق امتیاز خودش از فروش هر گوشی یا تبلت برند نوکیا را از شرکت اچ‌ام‌دی دریافت خواهد کرد که هر دو نام تجاری و حقوق مالکیت معنوی را پوشش می‌دهد.
شرکت نوکیا، هیچ سهامی در این شرکت ندارد و تنها یک نماینده در هیئت مدیره این شرکت خواهد داشت. از سوی دیگر شرکت FIH Mobile که از زیر مجموعه‌های شرکت فاکس کان به‌شمار می‌رود، وظیفه تولید تلفن‌های همراه ساده نوکیا را همچنان برعهده خواهد داشت.

## کارکنان
کارکنان این شرکت سابقه حضور در شرکت‌های نوکیا، مایکروسافت، اچ‌تی‌سی، سونی‌اریکسون و سایر شرکت‌های مرتبط با تلفن‌های همراه را داشته‌اند. در حال حاضر این شرکت بسیاری از کارمندان سابق نوکیا را که پس از خریداری به مایکروسافت منتقل شده بودند برای هدایت مسیر تلاش‌های خود در بازارهای منطقه‌هایی نظیر هند، به استخدام درآورده است.

## محصولات و برندها

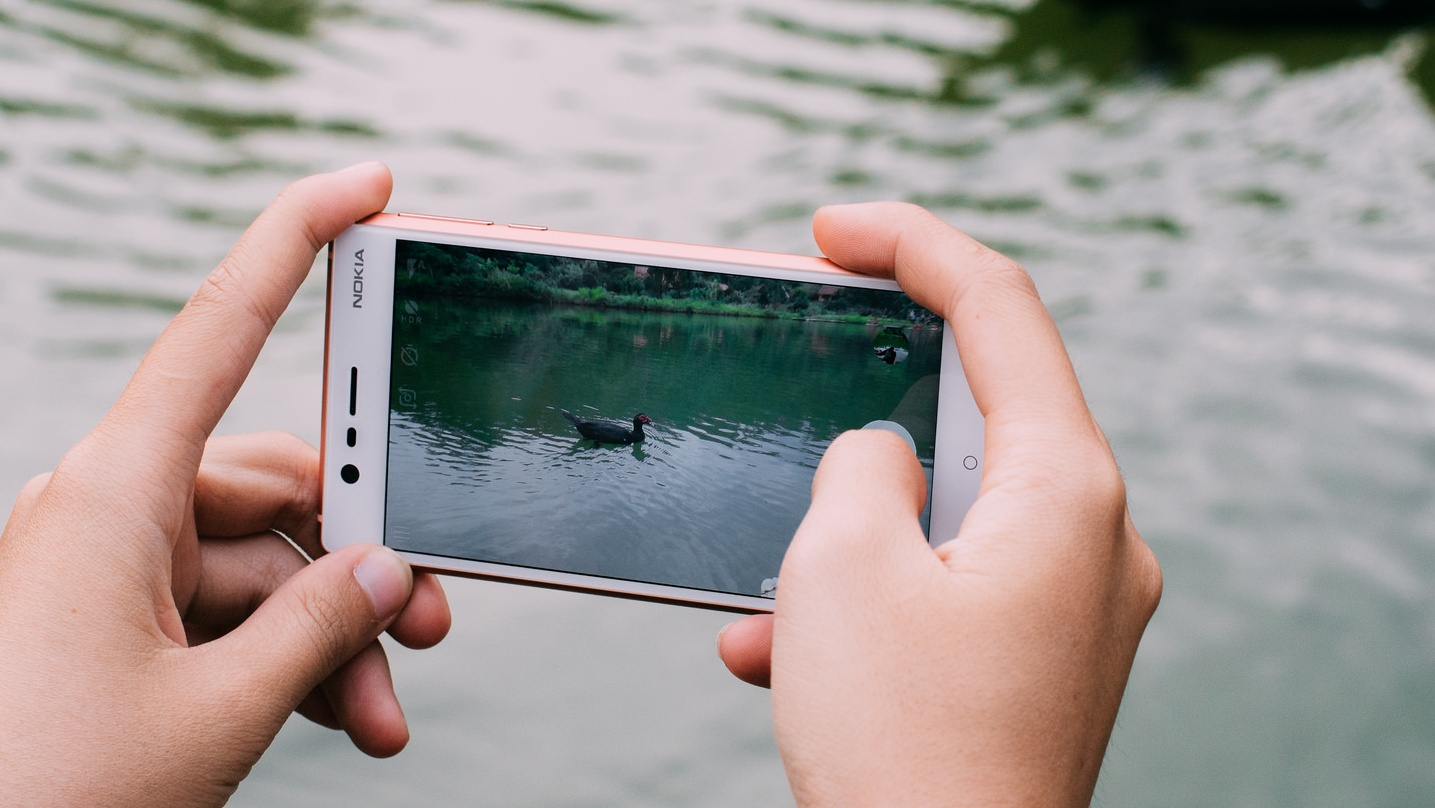
یکی از محصولات شرکت اچ‌ام‌دی گلوبال اویی

این شرکت با حضور در همایش جهانی گوشی همراه از سه گوشی جدید خود رونمایی کرد. عرضه این گوشی‌ها نشانگر بازگشت مجدد شرکت نوکیا به بازار گوشی‌های هوشمند بود.
گوشی‌های یاد شده به ترتیب نوکیا ۶، نوکیا ۵ و نوکیا ۳ نام دارند. نوکیا ۶ قبلاً در چین عرضه شده بود اما در دیگر نقاط جهان در دسترس نبوده‌است.
(هر نسخه از این گوشی های دارای مدل پیشرفته هستند مثل ۳.۱ و یا ۳.۱پلاس یا ۵.۲)